# In potem so ga imenovali veličasten
In potem so ga imenovali veličasten (italijansko E poi lo chiamarono il magnifico) je italijanski špageti vestern iz leta 1972 režiserja Enza Barbonija s Terenceom Hillom v glavni vlogi.
Film je postavljen na Divji zahod v času gradnje železnice. Ponavljajoča se tema je vedno napredujoča modernizacija, ki se ji nekateri protagonisti poskušajo izogniti.

## Zgodba
Mladi angleški plemič Sir Thomas Fitzpatrick Phillip Moore (Terence Hill) prispe na Zahod po želji svojega pokojnega očeta, ki je moral pred leti zaradi afere zapustiti Anglijo. Težave so privedle do konflikta z "Vicci Windsor". Na zahodu se mladenič združi z očetovimi nekdanjimi prijatelji, roparji iz diližans Monkey (Dominic Barto), Holy Joe (Harry Carey Jr.) in Bull (Gregory Walcott).
Liki so predstavljeni, ko se čas premika med Tomovim potovanjem, začenši z Bullom, ki dela na postaji diližansov, preoblečen v nemega človeka. Potem ko je Bull prisluhnil pogovoru dveh lovcev na glave in izvedel za smrt "Angleža" (Tomovega očeta), začne na lastno pot. V majhnem mestu najde pridigarja v svoji cerkvi, ki vodi ognjevito pridigo pred nekoliko dvomljivim občinstvom pijancev, hazarderjev in lahkotnih žensk, ki jih je moral zagnati v svojo cerkev, tako kot je moral v cerkev prestaviti salonski klavir. prej. Oba nato nadaljujeta v Yumo, kjer je tretji, Monkey, kot običajno v zaporu. S prevaro jim uspe osvoboditi Monkeya, potem ko mu uspe preprečiti maščevanje sadističnemu skrbniku, saj po Svetem na dan Gospodov ne streljaš na ljudi. Od tam odpotujeta v staro skrivališče Angleževe tolpe v gori, ki je tudi cilj Tomovega potovanja, ki je bil tik pred tem v ropu diližans, ki ga izvaja zamaskirani trio Monkey, Bull and Holy.
Tom je ravno hotel pregledati posest okoli brunarice, ko trije prevaranti nenadoma izpod njega izstrelijo njegovo palico, ki ne vedo, kdo je Tom, in zato sumijo, da se je vrnil po ukradeni denar.
Kmalu situacijo razloži tako, da jim Tom pokaže fotografijo svojega očeta in Holyju da očetovo pismo za njih tri.
Oče jih v svojem pismu prosi, naj iz njegovega napredno ljubečega sina naredijo "pravega moškega". Sprva jim grozno spodleti, saj se Tom noče dotakniti orožja in se raje vozi s kolesom kot s konjem. To se spremeni, ko v mestni trgovini z blagom sreča Candido (Yanti Somer), posestnikovo hčer, ki jo je nekoč že srečal, ko je potovala z istim vlakom kot on in je pritegnila njegove misli. Tam prosi za knjige Lorda Byrona, ki jih lahko priskrbi za razliko od trgovca. Candida mu vrača ljubezen.
Od Mortona (Riccardo Pizzuti), grobega skrbnika ranča Candidinega očeta, je svoje oči usmeril tudi na dekle, kar vodi v več pretepov, med katerimi Tom sprva konča na strani prejemnika. Šele po intenzivnem tečaju vsega pretepanja, streljanja in pljuvanja, skozi katerega so ga spravili očetovi sostorilci, Tomu ne uspe le postaviti Mortona, ampak tudi Candidinega očeta (Enzo Fiermonte), ki se je prepričal o Tomovih sposobnostih. Konča se s srečnim koncem, čeprav Monkey, Bull in Holy zapustijo mesto, v katerem se je napredek postavil, in jih prisili v beg naprej proti zahodu. V zadnjem prizoru dosežejo Pacifik, šokirani, ko so zaslišali piščal parnega vlaka, in zato so se obrnili nazaj.

## Vloge
- Terence Hill kot Sir Thomas Fitzpatrick Phillip Moore
- Gregory Walcott kot Bull Smith
- Yanti Somer kot Candida Olsen
- Dominic Barto kot Monkey Smith
- Harry Carey Jr. kot Holy Joe (kot Harry Carey)
- Enzo Fiermonte kot Frank Olsen
- Danika La Loggia kot Iris
- Riccardo Pizzuti kot Morton Clayton
- Jean Louis kot Prison Warden
- Alessandro Sperli kot Tim
- Salvatore Borghese kot Cacciatore di taglie (kot Salvatore Borgese)
- Steffen Zacharias kot Stalliere
- Luigi Casellato kot Padrone del ristoro
- Pupo De Luca kot Direttore del carcere
- Antonio Monselesan kot Cacciatore di taglie (kot Tony Norton)
- Rigal Suzanne Leone
- Kevin Richmond
- Zach Bell